# Guangaje
Guangaje ist eine Ortschaft und eine Parroquia rural („ländliches Kirchspiel“) im Kanton Pujilí der ecuadorianischen Provinz Cotopaxi. Die Parroquia besitzt eine Fläche von 130,6 km². Die Einwohnerzahl lag im Jahr 2010 bei 8026. Die Bevölkerung besteht hauptsächlich aus Angehörigen der indigenen Volksgruppe der Kichwa.

## Lage
Die Parroquia Guangaje liegt in der Cordillera Occidental. Das Gebiet umfasst größtenteils das östliche Quellgebiet des Río Toachi. Dieser entwässert das Areal nach Norden. Im Nordwesten reicht die Parroquia bis zum Kratersee Laguna Quilotoa. Entlang der östlichen Verwaltungsgrenze verläuft der mehr als 4000 m hohe Hauptkamm der Cordillera Occidental mit der kontinentalen Wasserscheide. Der 3720 m hoch gelegene Hauptort befindet sich knapp 20 km westnordwestlich vom Kantonshauptort Pujilí. Eine 7,5 km lange Nebenstraße verbindet den Ort mit der weiter südlich verlaufenden Fernstraße E30 (Quevedo–Latacunga).
Die Parroquia Guangaje grenzt im Norden an die Parroquia Chugchilán und Isinliví (beide im Kanton Sigchos), im Osten an die Parroquias Cochapamba (Kanton Saquisilí) und Pujilí sowie im Westen an die Parroquia Zumbahua.

## Orte und Siedlungen
In der Parroquia gibt es insgesamt 31 Comunidades:
- 25 de Diciembre
- 8 de Septiembre
- Anchi Quilotoa
- Candela Fasso
- Chilcanchi
- Chugchilanpamba
- Chuquirapamba
- Colatipo
- Cuchumbo
- Curingue
- Comuna Guangaje
- Guangaje Centro
- Guayama
- Hospital
- Pactapungo
- Rompe Ingapirce
- Salamalag Chico
- San José de Cuadrapamba
- San José de Rumipamba
- Tigua Cahsapata
- Tigua Calera Pamba
- Tigua Casa Quemada
- Tigua Centro
- Tigua Chami
- Tigua Guayrapungo
- Tigua Niño Loma
- Tigua Quiloa
- Tigua Sunirrumi
- Tigua Ughsa Loma
- Tigua Yaguartoa Centro
- Tigua Yatapungo

## Geschichte
Die Parroquia Guangaje wurde am 29. Mai 1861 gegründet.